# Océane Zhu
Océane Zhu Xuan (* 4. dubna 1987 Peking) je čínská modelka, bývalá královna krásy a herečka působící v Hongkongu. V roce 2009 nastoupila do TVB a v roce 2015 ji opustila s cílem rozvíjet kariéru v pevninské Číně.

## Životopis
Océane se narodila 4. dubna 1987 a vyrůstala v Pekingu. Už v dětství ji lákalo performativní umění a chtěla studovat ve Francii. Oba její rodiče slouží v čínské armádě a v sedmnácti letech jí dali na výběr: buď vstoupí do armády, nebo bude studovat v zahraničí. Océane se rozhodla pro studia v Paříži, kde studovala herectví na Cours Florent. Studium dokončila v roce 2010 a díky němu hovoří plynule mandarínsky a francouzsky.
Během studií v Paříži si Océane přivydělávala jako modelka na částečný úvazek. O soutěži krásy Miss China Europe 2008 se dozvěděla, když se jí na ni zeptal reportér. Zúčastnila se a zvítězila, následně reprezentovala Paříž na soutěži krásy Miss China International 2008 v Hongkongu, kde rovněž získala titul. jJako všechny vítězky hongkongských soutěží krásy, i Océane obdržela nabídku hrát pro TVB a zahájila svou hereckou kariéru.
Océane se k TVB připojila v roce 2009. Herecký debut si odbyla v tchajwanském historickém dramatu Princ slz a následně se objevila v roce 2010 v dramatu Some Day. Pro TVB pracovala dalších pět let, nikdy však nehrála hlavní role. Kvůli nedokonalé kantonštině byla obsazována pouze do vedlejších rolí.
V říjnu 2015 oznámila, že opouští TVB. Následně zahájila kariéru na pevninské Číně. Objevila se ve snímcích Line Walker (2016) a The Bittersweet (2017).
V září 2018 se v Belgii provdala za čínského milionáře Donnieho Yena a po svatbě se již před kamerami neobjevila.